# Хаббард, Эрика
Эрика Хаббард (англ. Erica Hubbard, род. 2 января 1979) — американская актриса и продюсер. Она наиболее известна благодаря своим ролям на телевидении, в семейной драме ABC Family «Линкольн-Хайтс» (2007—2009), и ситкоме BET «Будем вместе» (2011—2014).

## Биография
Хаббард родилась в Чикаго, штат Иллинойс и обучалась в Колумбийском колледже в Чикаго. В Чикаго она работала ведущей детского шоу Up’N Running (1999—2001), за что выиграла региональную премию «Эмми». В начале 2000-х она начала актёрскую карьеру с гостевых ролей в сериалах «Справедливая Эми», «C.S.I.: Место преступления Майами» и «Все ненавидят Криса», а также появлялась в кинофильмах «За мной последний танец» (2001), «История Золушки» (2004) и «Джинсы-талисман» (2005).
Хаббард наиболее известна благодаря своей ведущей роли в сериале ABC Family «Линкольн-Хайтс», где она снималась с 2007 по 2009 год. После его закрытия она получила одну из ролей в ситкоме BET «Будем вместе». Шоу было закрыто после четырёх сезонов в 2014 году.